# تريامسينولون

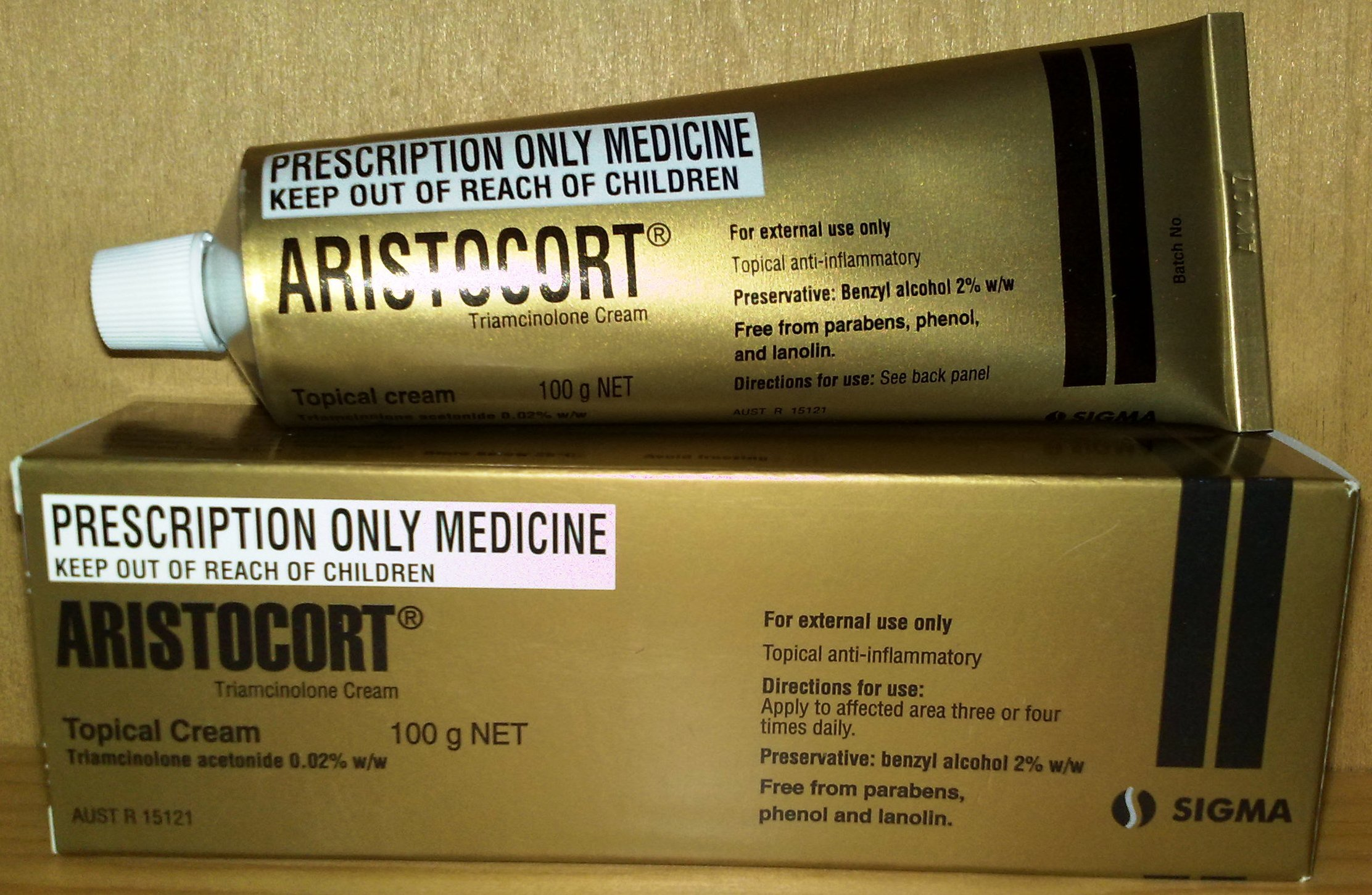
كريم تريامسينولون

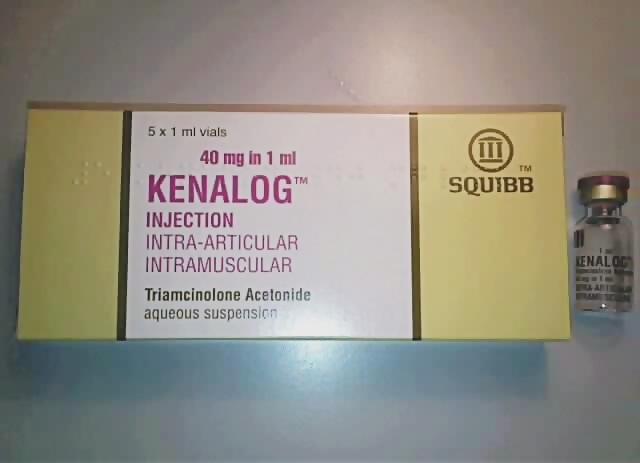
حقنة عضلية

تريامسينولون هو كورتيكوستيرويد مصنع يستعمل عن طريق الفم أو الحقن أو الاستنشاق أو موضعيا على شكل كريم أو مرهم.

## الاستعمالات
يستعمل التريامسينولون في علاج حالات مختلفة مثل التهاب الجلد والصدفية والتهاب المفاصل والحساسية والتهاب القولون التقرحي والذئبة الحمراء والرمد التعاطفي والتهاب الشريان الصدغي والتهاب العنبية والتهابات العين والتهاب الجلد التماسي المحفز بيوروشيول والقرحة الفموية (يستعمل عادة أسيتونيد التريامسينولون) واستئصال الزجاجية والوقاية من نوبات الربو، لكنه لن يعالج نوبة ربو عندما تبدأ. كما يستعمل بدون تصريح لعلاج التنكس البقعي.

## الأشكال
يوجد تريامسينولون على شكل مركبات أسيتونيد وبينيتونيد وفوريتونيد وهكساسيتونيد ثنائي خلات.
يعد أسيتونيد التريامسينولون أكثر أشكال التريامسينولون فاعلية، فهو أكثر فعالية من بريدنيزون بثمان مرات.